# Nicolas de Lambert
Nicolas de Lambert (1666-1727) fut capitaine d'artillerie, capitaine de galiote, et corsaire dunkerquois.

## Biographie
Nicolas de Lambert est né à Lavaur le 5 juillet 1666, mort à Toulon le 18 août 1727. Son père, André de Lambert est originaire de Marseille, et ingénieur militaire, sa mère est née Jeanne de Martinon.
Son parrain est le chevalier Nicolas de Clerville, ingénieur militaire, intendant général des fortifications de France, prédécesseur de Vauban.
Il fut marié en premières noces à Dunkerque à Louise Fontaine le 15 décembre 1693. Veuf de sa première femme le 26 novembre 1705, il se remarie le 27 mai 1706 avec Marie-Claude Le Normant, fille du greffier en chef du Grand Conseil sous le règne du roi Louis XIV, en présence des frères de cette dernière, Ange Le Normant de Mezy, commissaire de la Marine, et de Claude-Simon Le Normant, chevalier de Beaumont. Elle était aussi la cousine germaine de Sébastien-François-Ange Le Normant de Mezy, conseiller d'État, intendant des armées navales qui fut l'adjoint du ministre de la Marine Massiac ; ainsi que de Monsieur Le Normant d'Etioles mari de la marquise de Pompadour.

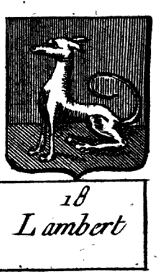
De gueules à un levron d'argent assis sur une terrasse de sinople.,

Artefeuil (en 1759), et La Chesnaye-Desbois (en 1775), dans leur dictionnaire respectif, le nomment "noble Nicolas de Lambert de Lavor en Languedoc", époux de dame Marie-Claude Le Normant, fille du greffier en chef du Grand Conseil sous le règne du roi Louis XIV. Artefeuil et Dubuisson précisent que Nicolas de Lambert de Lavor en Languedoc porte les armes De gueules à un levron d'argent assis sur une terrasse de sinople, qui sont différentes des armes portées par ses descendants, (famille de Lambert des Granges).

## Carrière dans la Marine
Il commence sa carrière comme officier d'artillerie comme nous l'indique son dossier personnel aux archives de la marine :
Il fut enseigne de bombardier à Toulon le 1er janvier 1691, sous-lieutenant d'artillerie à Dunkerque le 1er mars 1692, capitaine de galiote, lieutenant d'artillerie le 1er janvier 1695, il est capitaine d'artillerie à Rochefort le 1er novembre 1705.
Chevalier de L'ordre Saint Louis le 27 novembre 1711.
Il commanda les navires du roi armés en course : les Jeux en 1704, Le Toulouse" et le Téméraire et l'Heureux retour, (1705), frégate de 300 hommes et de 40 canons.
Les archives de la marine conservent plusieurs relations de ses combats
notamment le journal de bord des Jeux et la lettre de son armateur M. Lombar qui enthousiaste écrit au secrétaire de la Marine en qualifiant cette prise de plus considérable qui esté faitte (sic) de mémoire d'homme par un seul vaisseau : Le 24 juillet 1704, commandant la Frégate les jeux quoy ( sic) qu' inférieur en nombre" il attaque à la hauteur du Texel, sy vivement un vaisseau hollandais percés de 36 canons et six pierriers, et monté par 100 hommes d'équipage nommé le "Gau Drake", "qu'après un combat de sept heures entières ayant sauté à l'abordage il s'en rendit maître. Ce vaisseau alloit au levant chargé d'épices, draps, plomb, fer blanc ret autres marchandises précieuses estimées à plus de deux millions de livres, et le conduisant à Dunkerque, il fut rencontré le 28 par un corsaire Hollandais qui avait 300 hommes d'équipage alors que le sieur Lambert n'avait que très peu de monde dans son bord la plupart ayant sauté dans la prise, une partie tuée ou blessée et malade, de sorte qu'il ne restait que 40 hommes dans les jeux la plupart incapables de manœuvrer. Après trois abordages, l'équipage des Jeux se débande, et le Hollandais délivre son compatriote.
Le botaniste, géographe et astronome le père Louis Feuillée s'embarque à Marseille le 14 décembre 1707 sur le Saint-Jean-Baptiste commandé par l'ancien corsaire Jean Doublet. Ils décrivent, l'un dans son ouvrage et l'autre dans ses mémoires, le combat du 9 mai 1708 dont ils sont les témoins oculaires.
Le RP Feuillée nous présente en ces terme Nicolas de Lambert : L'Heureux Retour, nom du corsaire qui devait nous convoyer( ..), était commandé par Monsieur de Lambert, Officier du Roy, qui par son intrépidité dans les combats les plus périlleux, s'étoit rendu un des plus recommandables capitaine de la mer. Jean Doublet et le Père Feuillée relatent avec détails le sacrifice de l'heureux retour face à deux frégates Anglaises, l'une de soixante canons l'autre de soixante douze, au large de Gibraltar pour permettre au convoi de 4 navires marchands de s'échapper et de poursuivre leur route. Jean Doublet nous renseigne sur les manœuvres des trois vaisseaux dont une des frégates anglaises qui refuse l'abordage par trois fois à l'Heureux Retour qui avait un bon équipage mais qui était faible en artillerie.
Le combat dura de 17 heures, jusqu'à 23 heures , Le RP Feuillée en décrit l'épilogue : L'anglois ayant toujours refusé l'abordage , il ne put réussir dans son entreprise, que ce qui l'obligeoit à cette extrémité , étoit que son navire percé de tous cotez et coulant à fond, était hors d'état de pouvoir résister plus longtemps. Monsieur de Lambert, d'abord qu'il eut amené, reçut les officiers anglais venant prendre possession de son navire, mèche en main, ayant à ses pieds quelques barils de poudre, que le premier compliment qu'il leur fit, étoit qu'il prétendoit avant même de parler de capitulation, qu'on lui accordât les demandes qu'il leur feroit, sans quoy il allait mettre le feu aux poudres et faire sauter son vaisseau.( ..) ces officiers voyant sa résolution lui accordèrent ce qu'il voulut, le conduisirent à leurs navires où il reçu les honneurs (..).
En 1710, il prend part à la bataille de Syracuse : La flotte française commandée par Jacques Cassard est chargée de se porter au secours d'un convoi de 84 bateaux de Smyrne, en Turquie, qui était bloqué à Syracuse par une flotte britannique. L'escadre française comporte la frégate Le Toulouse de 60 canons commandée par Nicolas de Lambert, Le Parfait (74 canons), Le Sérieux (58 canons), La Sirène (60 canons) et Le Phoenix. Jacques Cassard capture le HMS Pembroke (en), 64 canons, commandé par le capitaine Charles Constable, alors que Le Sérieux obtient la capitulation du HMS Falcon, 36 canons. Le convoi peut alors atteindre Toulon, le 15 novembre.
En 1712, les archives de la marine nous apprennent qu'il avait été autorisé à commander un des vaisseaux armés pour le compte du roi d'Espagne sous le commandement du sieur de Mezy son beau-frère, comme le rappelle son épouse dans sa supplique au régent, lorsqu'il fut compromis dans les détails de la conspiration de Cellamare, accusé d’avoir offert ses services à l'Espagne, il avait été incarcéré par lettre de cachet en 1719 à la Grosse Tour de Toulon. Il en était sorti au bout de quelques mois, mais il avait dû désormais vivre dans la retraite jusqu’à sa mort en 1727.
Son acte de décès nous précise néanmoins, qu'à sa mort, il était commandant de la compagnie des bombardiers de Toulon.

### Sources et bibliographie
- Philippe Hrodej, Jacques Cassard, Armateur et corsaire du Roi-Soleil, Presses universitaires de Rennes, 2002.
- J. Tramond "Sainte-Domingue en 1756 et 1757 d'après la correspondance de l'ordonnateur Lambert, 1929, page 2.
- Archives nationales, Mar/C7/162 dossier personnel Nicolas de Lambert
- Armorial des Cincinnati de France, éditions Contrepoint, 1980, page 363, notice famille de Lambert des Granges
- Yvon le Cozannet et Gérard Ducable, Le Corsaire du Roi Soleil, Jean Doublet, Édition du Rocher, 1980, pages 243 à 253, note 3 page 321.
- RP Louis Feuillée, Journal des observations physiques, mathématiques et botaniques, pages 19 , et 111 à 114.